# Seutes III
Seutes III fue un rey de los odrisios, ubicado en Tracia, que gobernó a finales del siglo IV a. C. (con seguridad entre 324-312 a. C.). Se rebeló contra varios gobernadores de Macedonia, especialmente contra Lisímaco, uno de los sucesores de Alejandro Magno. Su tumba en el Valle de los reyes tracios fue descubierta en 2004, siendo una de las mejor conservadas.

## Contexto histórico
Tras las campañas de Filipo II entre los años 347-342 a. C., una parte significativa de Tracia cayó bajo el gobierno de Macedonia. Mientras que los tres gobernantes principales de Tracia conocidos durante el reinado de Filipo desaparecieron de las fuentes en torno al 340 a. C., se desconoce hasta que punto se eliminaron las monarquías tracias. Los reyes macedonios gobernaron Tracia a través de gobernadores militares (stratēgoi): Alejandro de Lincéstide (341-334 a. C.), Memnón (334-327 a. C.), Zopirión (327-325 a. C.). Tras la muerte de Filipo en 336 a. C., varias tribus tracias se rebelaron contra su hijo Alejandro Magno, quien derrotó a los getas y al rey Syrmos de los tribalios. Sin embargo, otros tracios se unieron a la armada de Alejandro, como el príncipe Sitalces, conocido como uno de los comandantes de Alejandro en su campaña en Oriente.

## Biografía
Los orígenes de Seutes III son inciertos. Su relevancia histórica ha hecho especular con la teoría de que fue hijo de Cersobleptes y hermano del comandante de Alejandro Magno Sitalces, aunque ninguna de estas teorías ha sido confirmada. Otra hipótesis identifica a Seutes como el suplente de Cersobleptes y lo postula como un pariente cercano y descendiente del monarca Seutes I. La certificación de Reboulas, hermano de Cotys e hijo de Seutes, en un decreto ateniense del 330 a. C. a menudo es relacionada con Seutes III, siendo Reboulas y Cotys hijos de un matrimonio temprano, debido a que no se encuentran entre los cuatro hijos de Seutes III y Berenike del final de su reinado. La inscripción, sin embargo, es anterior a la primera evidencia conocida de Seutes III, lo que ha hecho dudar de que se trate de Seutes I o Seutes II. Algunas evidencias históricas, geográficas y numismáticas han llevado a la afirmación de que Seutes III era hijo o pariente de Teres III, rival de Cersobleptes y línea menor de la monarquía odrisia.
En el caso de que Seutes III fuera rey en 331 a. C., no se tiene constancia de que participase en la revuelta del gobernador macedonio Memnón contra el regente Antípatro. Seutes se rebeló contra Macedonia en 325 a. C., tras el asesinato de Zopirión, gobernador de Alejandro Magno, en la batalla contra los getas. Tras la muerte de Alejandro en 323 a. C., continuó su oposición contra el nuevo gobernador Lisímaco, reuniendo alrededor de 800 jinetes y 20.000 infantes en 322 a. C., quedando la lucha pertinaz sin ningún resultado decisivo, y ambas partes terminaron retirándose para preparar una nueva acometida. Finalmente, Seutes parece que aceptó la autoridad de Lisímaco, que acabó convirtiéndose en rey. Posiblemente, en torno al 320 a. C., Seutes III estableció su residencia en Seutópolis (cerca de Kazanlak en Bulgaria), nombrado en su honor a imitación de los reyes macedonios Filipo y Alejandro. En 313 a. C., Seutes apoyó la revuelta de Callatis (Mangalia en Rumanía) contra Lisímaco, aliándose con otros pueblos y tribus y ocupando los pasos de los montes Hemo. Los aliados fueron derrotados por Lisímaco, pero tuvo que abandonar el asedio de Callatis para repeler el ataque de Pausinias, comandante de Antígono I, enviado para ayudar a los aliados de Callatis. A pesar de esta derrota, parece que Seutes pudo mantener su autonomía y desaparece de las fuentes narrativas. Quizás llegó a un acuerdo de paz con Lisímaco, quien tomó definitivamente Callatis en 310 a. C. La numismática ha llevado a intuir que Seutes todavía gobernaba durante la muerte del rey macedonio Casandro en 297 a. C., mientras que el único testimonio posterior es la gran inscripción de Seutópolis, datada entre 290-280 antes de Cristo. Esta inscripción menciona a Seutes III tratando con Spartocus, gobernante de Cabyle, en un contexto incierto, sin saber si se encontraba vivo y quizás incapacitado o incluso muerto; así como a su esposa Berenike, aparentemente macedonia, quizás una pariente de Lisímaco, y a sus hijos Hebryzelmis, Teres, Satocus y Sadalas.

## Tumba de Seutes III

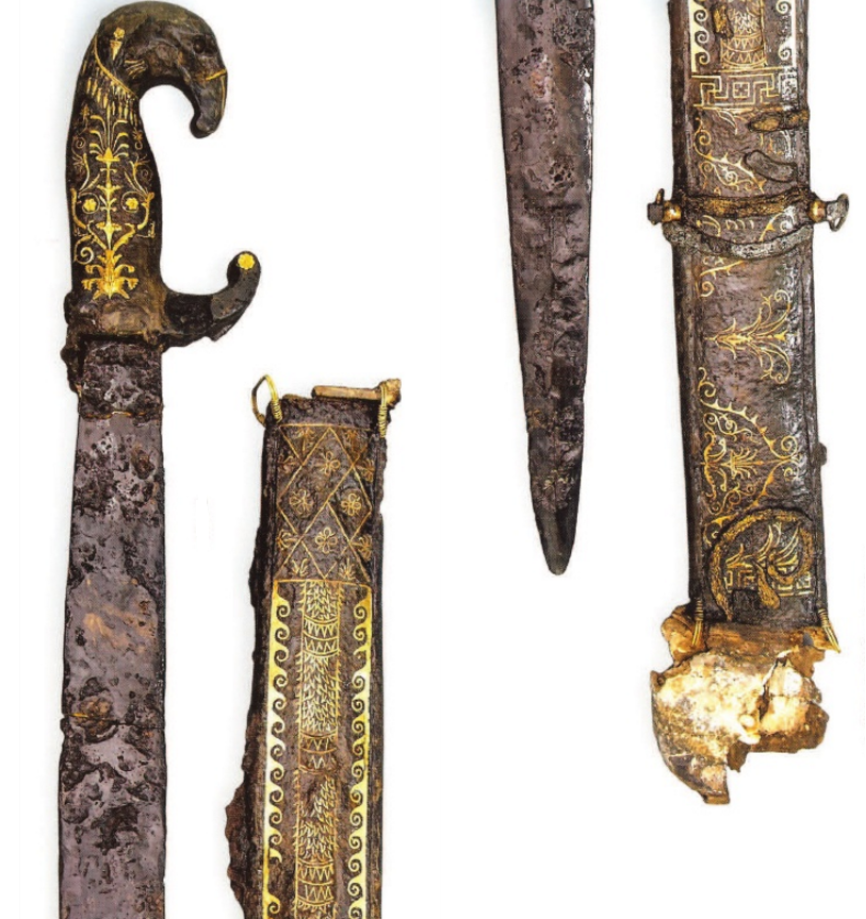
Esta fue la espada que utilizaba Seutes III durante sus batallas.

En 2004 se descubrió la tumba de Seutes III en el Valle de los reyes tracios, a un kilómetro de la localidad de Shipka, Bulgaria. Antes de que Seutes fuera enterrado en el lugar, el monumento era utilizado como templo. Uno de los objetos más impresionantes hallados fue el busto en bronce con ojos de alabastro del monarca.